# Netherlands Special Operations Command
Het Netherlands Special Operations Command (NLD SOCOM) is de militaire stafeenheid die verantwoordelijk is voor de planning, aansturing, uitvoering en evaluatie van alle speciale operaties die worden uitgevoerd door de  special operations forces (SOF) van de Nederlandse krijgsmacht, het Korps Commandotroepen en de Netherlands Maritime Special Operations Forces.

## Geschiedenis
Al lange tijd werd er binnen de krijgsmacht nagedacht over de oprichting van een joint-eenheid om de Special Operations Forces van de Nederlandse krijgsmacht te verenigen. Ook constateerde men dat er de afgelopen 15 jaar een sterke toename in de vraag naar SOF-inzet is ontstaan. In 2017 werd hierom onder leiding van luitenant-generaal Hans Wehren een task force-SOCOM opgezet die de oprichting van de nieuwe eenheid tot doel had. Op 5 december 2018 werd de eenheid op vliegbasis Gilze-Rijen officieel opgericht. In 2020 moet de eenheid met 74 medewerkers volledige operationele sterkte bereiken. Op 2 oktober 2020 bereikte NLD SOCOM de status van volledige operationele sterkte (full operational capable, FOC).

## Organisatie
NLD SOCOM is een operationele stafeenheid en is als zodanig onder het directe bevel van de Commandant der Strijdkrachten geplaatst. Ondanks dat NLD SOCOM de verantwoordelijkheid voor de daadwerkelijke inzetten draagt, blijven de SOF-eenheden (KCT en NLMARSOF) onderdeel van het eigen krijgsmachtdeel, de Koninklijke Landmacht en de Koninklijke Marine.
NLD SOCOM werkt nauw samen met de special operations command's van Denemarken (SOKOM) en België (SOR) binnen het verband van het Composite Special Operations Component Command (C-SOCC). Het C-SOCC is een tri-nationaal uitzendbaar SOF-hoofdkwartier van de NAVO dat in 2021 verantwoordelijk is voor alle SOF-inzet van de NATO Response Force (NRF21).
Binnen het C-SOCC heeft Nederland de leiding over de Composite Special Operations Air Task Group (C-SOATG). Daarnaast zullen Nederland en België in 2026 een gezamenlijke Composite Special Operations Maritime Task Group (C-SOMG) verzorgen.

## Eenheden
De drie primaire eenheden die opereren onder NLD SOCOM zijn:
- Korps Commandotroepen: de SOF van de Koninklijke Landmacht.
- Netherlands Maritime Special Operations Forces: de SOF van het Korps Mariniers van de Koninklijke Marine.
- 300 Squadron: squadron van het Defensie Helikopter Commando van de Koninklijke Luchtmacht dat Eurocopter Cougar AS 532U2-transporthelikopters beschikbaar stelt. 300 Squadron moet zich als SOF AIR ontwikkelen tot de primaire helikoptereenheid van NLD SOCOM.

## Commandanten
- Generaal-majoor Theo ten Haaf (2018-2021)
- Generaal-majoor Ron Smits (2021-heden)